# KENTA (格闘家)
KENTA（ケンタ、1990年6月12日 - ）は、日本の男性総合格闘家。新潟県新発田市出身。K-Clann所属。

## 来歴
柔道時代には髙藤直寿やドンマイ川端とも対戦、柔道一筋の青春時代を経て30歳でMMAに転向。
地元の新潟では喧嘩祭りとしても知られる新発田祭りで腕を鳴らした異色の経歴の持ち主だった。

### DEEP
2022年3月13日、DEEP TOKYO IMPACT 2rd ROUNDで亀田一鶴と対戦し、1Rにリアネイキッドチョークで一本勝ち。
2022年5月29日、DEEP TOKYO IMPACT 4th ROUNDで力也と対戦し、1Rにスタンドパンチ連打でTKO負け。
2022年8月21日、DEEP109 IMPACTで岩見凌と対戦し、1Rにリアネイキッドチョークで一本勝ち。
2023年9月18日、DEEP 115 IMPACTで杉山廣平、2023年12月10日、DEEP 117 IMPACTで安谷屋智弘と対戦し、判定勝ち。6連勝となる。
2024年5月3日、DEEP 119 IMPACTで村元友太郎と対戦し、1-2の判定負け。連勝は6でストップした。
2024年9月16日、DEEP 121 IMPACTで初代Fighting NEXUSバンタム級王者の渡部修斗と対戦し、1Rにニンジャチョークで一本勝ち。
2024年11月4日、DEEP 122 IMPACTで第5代DEEPフライ級王者の神龍誠と対戦し、2Rに右フックでダウンを奪うも、1-2の判定負け。
2025年3月15日、DEEP 124 IMPACTでDEEPフライ級グランプリ準優勝者の本田良介と対戦し、3-0の判定勝ち。

## 戦績

### プロ総合格闘技
| 総合格闘技 戦績 | 総合格闘技 戦績 | 総合格闘技 戦績 | 総合格闘技 戦績 | 総合格闘技 戦績 | 総合格闘技 戦績 | 総合格闘技 戦績 |
| --------------- | --------------- | --------------- | --------------- | --------------- | --------------- | --------------- |
| 13 試合         | (T)KO           | 一本            | 判定            | その他          | 引き分け        | 無効試合        |
| 9 勝            | 0               | 3               | 6               | 0               | 0               | 0               |
| 4 敗            | 2               | 0               | 2               | 0               | 0               | 0               |

| 勝敗 | 対戦相手   | 試合結果                             | 大会名                                     | 開催年月日     |
| ×    | 村元友太郎 | 2R 4:07 TKO（右ストレート→パウンド） | DEEP 126 IMPACT 【DEEPフライ級王座決定戦】 | 2025年8月17日  |
| ○    | 本田良介   | 5分3R終了 判定3-0                    | DEEP 124 IMPACT                            | 2025年3月15日  |
| ×    | 神龍誠     | 5分3R終了 判定1-2                    | DEEP 122 IMPACT                            | 2024年11月4日  |
| ○    | 渡部修斗   | 1R 3:11 ニンジャチョーク             | DEEP 121 IMPACT                            | 2024年9月16日  |
| ×    | 村元友太郎 | 5分3R終了 判定1-2                    | DEEP 119 IMPACT                            | 2024年5月3日   |
| ○    | 安谷屋智弘 | 5分2R終了 判定2-1                    | DEEP 117 IMPACT                            | 2023年12月10日 |
| ○    | 杉山廣平   | 5分2R終了 判定2-1                    | DEEP 115 IMPACT                            | 2023年9月18日  |
| ○    | 松岡疾人   | 5分2R終了 判定3-0                    | DEEP TOKYO IMPACT 3rd ROUND                | 2023年5月7日   |
| ○    | 山本有人   | 5分2R終了 判定2-1                    | DEEP112 IMPACT                             | 2023年2月11日  |
| ○    | 朝比奈龍希 | 5分2R終了 判定3-0                    | DEEP110 IMPACT                             | 2022年11月12日 |
| ○    | 岩見凌     | 1R 0:58 リアネイキッドチョーク       | DEEP110 IMPACT                             | 2022年8月21日  |
| ×    | 力也       | 1R 1:13 TKO（スタンドパンチ連打）    | DEEP TOKYO IMPACT 4th ROUND                | 2022年5月29日  |
| ○    | 亀田一鶴   | 1R 2:01 リアネイキッドチョーク       | DEEP TOKYO IMPACT 2rd ROUND                | 2022年3月13日  |

### アマチュア総合格闘技
| 勝敗 | 対戦相手 | 試合結果          | 大会名                | 開催年月日    |
| ○    | 遊魔     | 3分2R終了 判定3-0 | Fighting NEXUS vol.19 | 2025年3月15日 |